# Mathias R. Schmidt
Mathias R. Schmidt (* 7. April 1953 in Oldenburg (Oldb)) ist ein deutscher Amerikanist und Autor. Er studierte an der Philipps-Universität Marburg sowie am Ealing Technical College Anglistik und Amerikanistik und promovierte 1981 in Marburg.

## Werk
Mathias R. Schmidt schrieb als erster Deutscher eine literaturwissenschaftliche Dissertation über die Protestsongs des US-amerikanischen Pop-Poeten Bob Dylan, populär adaptiert im Fischer Taschenbuch Verlag.
Von Mitte der 1970er-Jahre bis in die 1990er-Jahre verfasste er Radio-Features sowie Kultur- und Bildungssendungen für die Sender der ARD. Seine Serie „Partner in Europa“ mit 12 halbstündigen Länderporträts der damaligen Europäischen Gemeinschaft wurde von nahezu allen öffentlich-rechtlichen Sendern im deutschsprachigen Raum ausgestrahlt und 1992 ergänzend von der Vertretung der Europäischen Kommission in der Bundesrepublik Deutschland als Medienpaket für Schulen und Bildungseinrichtungen in Umlauf gebracht.
Das gemeinsam mit seiner Ehefrau Tanja-Gabriele Schmidt verfasste Buch Rettet die Nacht!: Die unterschätzte Kraft der Dunkelheit – Die Folgen der Lichtverschmutzung für Mensch und Natur fand unter Ökologen und Astronomen, die sich für den Schutz der Nacht starkmachen, großes Interesse. Das Buch wurde 2021 ins Chinesische übersetzt.
Seit den späten 1990er-Jahren arbeitet Schmidt als Kommunikationsberater und Textentwickler für Unternehmen und Institutionen. Er verfasste gut ein Dutzend Sachbücher, u. a. für die Verlage Gräfe und Unzer (GU) sowie Penguin Random House, die in sieben Sprachen übersetzt wurden. Im Auftrag von Unternehmen und Institutionen erstellt er Firmenchroniken, darunter „Wertverleihend handeln. Theo und Wolfgang Gutberlet und die Geschichte von Tegut“ (2019) und „Aus Fulda in die Welt. 75 Jahre JUMO“ (2023).

## Engagement und Rezeption

### Themenfeld „Bob Dylan und die Popular Culture Studies“
Der Anglist und Amerikanist Christoph Bode hob 1983 die Bedeutung der Dissertationsschrift Mathias R. Schmidts hervor. Vor dieser Arbeit habe es eine „große[…] Masse der eher durchschnittlichen Veröffentlichungen“ über Bob Dylan gegeben, die wissenschaftlichen Qualitätsanforderungen nicht genügt hätten. Während dreier Forschungsaufenthalte in den USA habe Schmidt, unterstützt durch seinen Doktorvater Horst Oppel, auch durch eine Vielzahl von Interviews, Material über das Leben und Werk Bob Dylans gesammelt und daraus eine wissenschaftlichen Ansprüchen genügende Dissertation erarbeitet. Damit habe Schmidt wesentlich zur „weitgehende[n] Etablierung der Songtext-Analyse im Bereich der popular culture studies“ beigetragen.

### Themenfeld „Lichtverschmutzung und der ‚Schutz der Nacht‘“
Mathias R. Schmidt unterstützt die Arbeit des Sternenparks Rhön im Biosphärenreservat Rhön. Zusammen mit Andreas Hänel verfasste er im Auftrag des Hessischen Ministeriums für Umwelt, Klimaschutz, Landwirtschaft und Verbraucherschutz eine Broschüre zum Thema „Nachhaltige Außenbeleuchtung“ mit Informationen und Empfehlungen für Industrie und Gewerbe.

## Auszeichnungen
2010 wurde Schmidt als Co-Autor des GU-Ratgebers Gesundheit „Fitness für die Seele. Mit Bewegung aus dem Stimmungstief“ mit dem Health Media Award in der Kategorie Publizistik/Aufklärung ausgezeichnet. Auf der Veranstaltung zur Verleihung des „Health:Angels“ „trafen sich führende Mediziner, Gesundheitsexperten, Ernährungsspezialisten, Marketingstrategen, Journalisten, Kommunikationsprofis und Politiker zum Erfahrungsaustausch.“

## Leben
Mathias R. Schmidt ist verheiratet und hat vier Kinder, darunter Viola M. J. Schmidt. Er lebt in Fulda.

## Schriften
- Mathias R. Schmidt: The German Song-Writing Movement of the Late 1960s and 1970s (englisch). In: Wiley Online Library. 1979, S. 44–54.
- Mathias R. Schmidt: Wenn wir gehen, geht die Welt. Indianer in den USA. Interviews und Dokumente. Kübler Verlag. 1980, ISBN 3-921265-25-8.
- Mathias R. Schmidt: Bob Dylan und die Anglo-Amerikanische Tradition des sozialkritischen Liedes. Europäische Hochschulschriften (Philipps-Universität Marburg). 1981, ISBN 3-8204-7220-7.
- Mathias R. Schmidt: Bob Dylan und die sechziger Jahre. Aufbruch und Abkehr. Fischer Taschenbuch Verlag. 1983, ISBN 3-596-22987-1.
- Mathias R. Schmidt, Grit Moschke: Fitness für die Seele. Mit Bewegung aus dem Stimmungstief. Gräfe und Unzer. 2007, ISBN 978-3-8338-0509-7.
- Sabine Frank, Mathias R. Schmidt: Der Sternenpark Rhön. Warum der Schutz der Nacht Menschen und Natur so gut tut. Parzellers Buchverlag. 2015, ISBN 978-3-7900-0499-1.
- Mathias R. Schmidt, Tanja-Gabriele Schmidt: Rettet die Nacht!: Die unterschätzte Kraft der Dunkelheit – Die Folgen der Lichtverschmutzung für Mensch und Natur. Riemann-Verlag. 2016, ISBN 978-3-570-50199-3.
- Mathias R. Schmidt, Wolfgang Gutberlet: Wertverleihend Handeln: Theo und Wolfgang Gutberlet und die Geschichte von Tegut 1947–2009. Parzellers Buchverlag, 2019, ISBN 978-3-7900-0535-6.

## Videos
- Mathias R. Schmidt: Stimme seiner Generation – Der Singer-Songwriter Bob Dylan und die 60er Jahre. Vortrag in Fulda. 8. Juni 2021. (Dauer: 1:02:27)